# Вук Косача
Вук Косача (ум. 1359) — сербский воевода, военачальник царя Сербии Стефана Уроша Душана (1331—1355). Основатель средневековой династии Герцеговины, известной как Косача. Его владения находились слева от р. Дрин, вокруг города Рогатица.

## Биография
Вук Косача был военачальником в армии царя Стефана Уроша Душана, участвовал в его военных кампаниях на юге Балканского полуострова в конце 1340-х годов, в частности в Эпире и Фессалии.
Согласно югославскому историку Мавро Орбини, Вук Хранич Косача в 1352 году во время охоты на севере Сербии случайно убил Бранко Растиславича, представителя рода Растиславичей, которые владели землями на северо-востоке Сербии. Вук Косача вынужден был бежать из Сербии в Венгрию. Впоследствии он заключил мир с Растиславичами и вернулся в Сербию. Однако в 1359 году Вук Косача был убит родственниками убитого им Бранко Растиславича.
Он имел двух сыновей: Влатко и Храна.